# Малая Цильна (Татарстан)
Ма́лая Цильна́ (тат. Кече Чынлы) — село в Дрожжановском районе Республики Татарстан. Административный центр муниципального образования «Малоцильнинское сельское поселение». Известно с 1674 года. В XIX веке и в период первой русской революции здесь происходили многочисленные крестьянские волнения в связи с земельным вопросом. Население в 1920 году достигало 5303 жителей, на 2024 год оно составляло 1216 человек.

## Этимология
Название села произошло от тат. кече (малый) и ойконима тат. Чынлы (Цильна). Согласно преданию, река Малая Цильна, давшая название деревне, была названа в честь другой реки — Цна, бассейн которой является древним местом обитания татар-мишар. По другой версии, слово «цильна» (цынны) происходит от слова «цын» (диалектальный вариант от тат. чын), что можно перевести как настоящий, правдивый, правильный. Не следует путать этноним цынлы, связанный со значением цын (чын) — «настоящий, крепкий», и гидроним цильна от ци, ти — «сырая, вода».

## География
Географическое положение

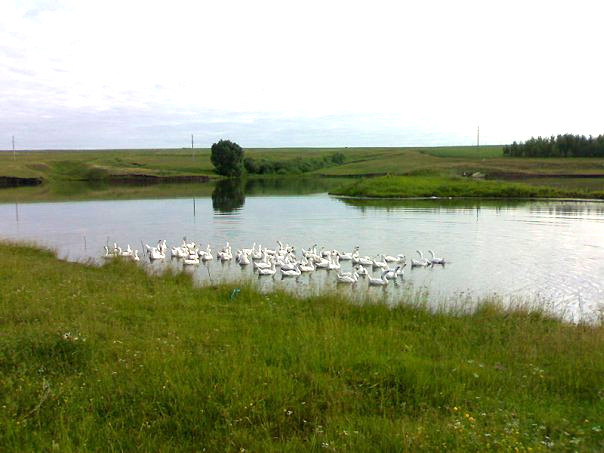
Сельский пруд

Находится в лесостепной зоне, в Предволжье, на реке Малая Цильна. Расположение относительно районного центра — села Старое Дрожжаное — 28 км к востоку. Высота над уровнем моря — 107 м.
Климат
Согласно Классификации климатов Кёппена, климат села классифицируется как Dfb — влажный континентальный климат с тёплым летом. Температура здесь в среднем 5,2 °C. Среднегодовая норма осадков — 632 мм.
| Показатель              | Янв.  | Фев.  | Март | Апр. | Май  | Июнь | Июль | Авг. | Сен. | Окт. | Нояб. | Дек. | Год |
| ----------------------- | ----- | ----- | ---- | ---- | ---- | ---- | ---- | ---- | ---- | ---- | ----- | ---- | --- |
| Средняя температура, °C | −10,7 | −15,8 | −5,5 | 6,0  | 17,3 | 21,0 | 20,9 | 21,6 | 9,2  | 5,6  | −0,9  | −8,2 | 5,0 |
| Норма осадков, мм       | 45    | 38    | 11   | 40   | 36   | 91   | 64   | 10   | 54   | 8    | 47    | 17   | 460 |
| Источник:               |       |       |      |      |      |      |      |      |      |      |       |      |     |

## История
Известно с 1674 года. По одной из версий, было основано в период существования Волжской Булгарии, по другой — Казанского ханства, по третьей — эти земли были предоставлены во владение служилым татарам в конце XVII — начале XVIII века. Служилые татары деревни Малой Цильны в челобитной 1697 года подчёркивали «Деды и отцы их служили Великому Государю верховые и отъезжие и низовые многие службы, а после де дедов и отцев своих служат они Великому Государю всякие службы издавна, многие годы». В XVIII — первой половине XIX века жители принадлежали к сословиям удельных и государственных крестьян, происходящих из служилых татар. В «Ведомости о мурзинских родах Казанской губернии ...» 1780 года есть сведения о жителях деревни Малая Чилна Нагайской дороги Казанского уезда, именуемых мурзами Козековыми. По материалам III ревизии (1761—1767 гг.), в лашманском селении Малые Чинлы Казанского уезда Ногайской дороги Нагорной стороны жили 252 души мужского пола служилых татар, входивших в сотню Абдулкарима Уразметева.
Традиционными занятиями жителей были земледелие (сельская община владела 7296,2 десятинами земли в начале XX века) и скотоводство. Жители несли лашманскую повинность. По сведениям 1913 года, в деревне были восемь мечетей, три медресе, поташный завод.
В 1774 году, когда отряды пугачёвцев были здесь, жители снабжали их фуражом и продовольствием. В XIX веке и в период первой русской революции здесь происходили многочисленные крестьянские волнения в связи с земельным вопросом. В XVIII веке часть земли сельской общины Малой Цильны незаконно перешла в собственность местного помещика, а в 1902 году была куплена крестьянами села Русская Цильна. Усилия крестьян Малой Цильны по возврату своей земли законными способами не привели к результату. В августе 1905 года, под влиянием событий Первой русской Революции, татарские крестьяне своевольно засеяли оспариваемый участок, что привело к столкновениям с губернскими чиновниками. Их попытки арестовать инициаторов выступления были тщетными. Для успокоения волнений в Малую Цильну были отправлены войска. В апреле 1906 года татарские крестьяне снова начали распахивать спорное поле. На требования представителей властей остановить «беззаконие», объявили: «Пусть в нас стреляют, но мы с этого участка никуда не уйдём». В волнениях участвовали свыше четырёх тысяч крестьян, в их числе крестьяне близлежащих селений. В ходе противостояния 6 апреля 1906 года казаки открыли огонь по крестьянам на поле, настигали и рубили спасавшихся бегством. Было ранено и убито более 200 человек. Для предупреждения новых выступлений царские власти держали село под военным контролем длительное время.
В 1925 году в селе начала работать начальная школа, в 1929 году — ясли, в 1931 году школа стала неполной средней. В 1930 году в селе были образованы колхозы «Гигант-2», «Марс». С 1944 года они были разукрупнены на колхозы имени Нариманова и имени М. Горького, а в 1950 — объединены в колхоз «Гигант», в 1959 — получивший наименование «Цильна». В 1994 году колхоз села был преобразован в коллективное предприятие, в 2004 — в общество с ограниченной ответственностью.
До 1920 года село было в Ново-Какерлинской волости, входившей в Буинский уезд Симбирской губернии. В 1920 году вошло в состав Буинского кантона Татарской АССР. В связи с упразднением кантонного деления республики, 10 августа 1930 года было включено в состав Дрожжановского, 10 февраля 1935 года — Будённовского, 29 ноября 1957 года — Цильнинского, 12 октября 1959 года — Дрожжановского района. В результате реформы административно-территориального деления, 1 февраля 1963 года вошло в состав Буинского, 30 декабря 1966 года Дрожжановского районов.

## Население
| 1859  | 1883  | 1897  | 1913  | 1920  | 1926  | 1938  |
| ----- | ----- | ----- | ----- | ----- | ----- | ----- |
| 2485  | ↗3093 | ↗3376 | ↗4701 | ↗5303 | ↘4214 | ↘3438 |
| 1949  | 1958  | 1989  | 2002  | 2010  | 2012  | 2013  |
| ↘2888 | ↗2927 | ↘2091 | ↘1835 | ↘1641 | ↘1585 | ↘1538 |
| 2014  | 2015  | 2016  | 2017  | 2018  | 2021  | 2024  |
| ↘1493 | ↘1466 | ↘1430 | ↘1394 | ↘1354 | ↘1287 | ↘1216 |

По переписи 2002 года в селе жили 1835 жителей (татары — 100%). По переписи 2010 года — 1641 человек. По переписи 2021 года — 1287 человек. Из 1286 указавших национальность были 1267 татар, 1 русский и 21 представитель других национальностей. Русский язык был родным для 2 человек (при этом использовали его 1243 человека), татарский — для 1268 (использовали 1217 человек). На начало 2022 года в селе жили 1058 человек (93 — детского возраста, 484 — трудоспособного возраста, 481 — старше трудоспособного возраста). На начало 2024 года — 1216 человек. В селе родились: З. М. Арусланов (Арсланов) (1923—1999) — участник Великой Отечественной войны, полный кавалер ордена Славы, Р. Р. Замалетдинов (р. 1969) — профессор, доктор филологических наук, член-корреспондент Российской академии образования, член-корреспондент Академии наук Республики Татарстан, Р. А. Тазетдинов (р. 1938) — советский татарский и российский театральный актёр, Народный артист РСФСР, лауреат Государственной премии СССР.

## Экономика и инфраструктура

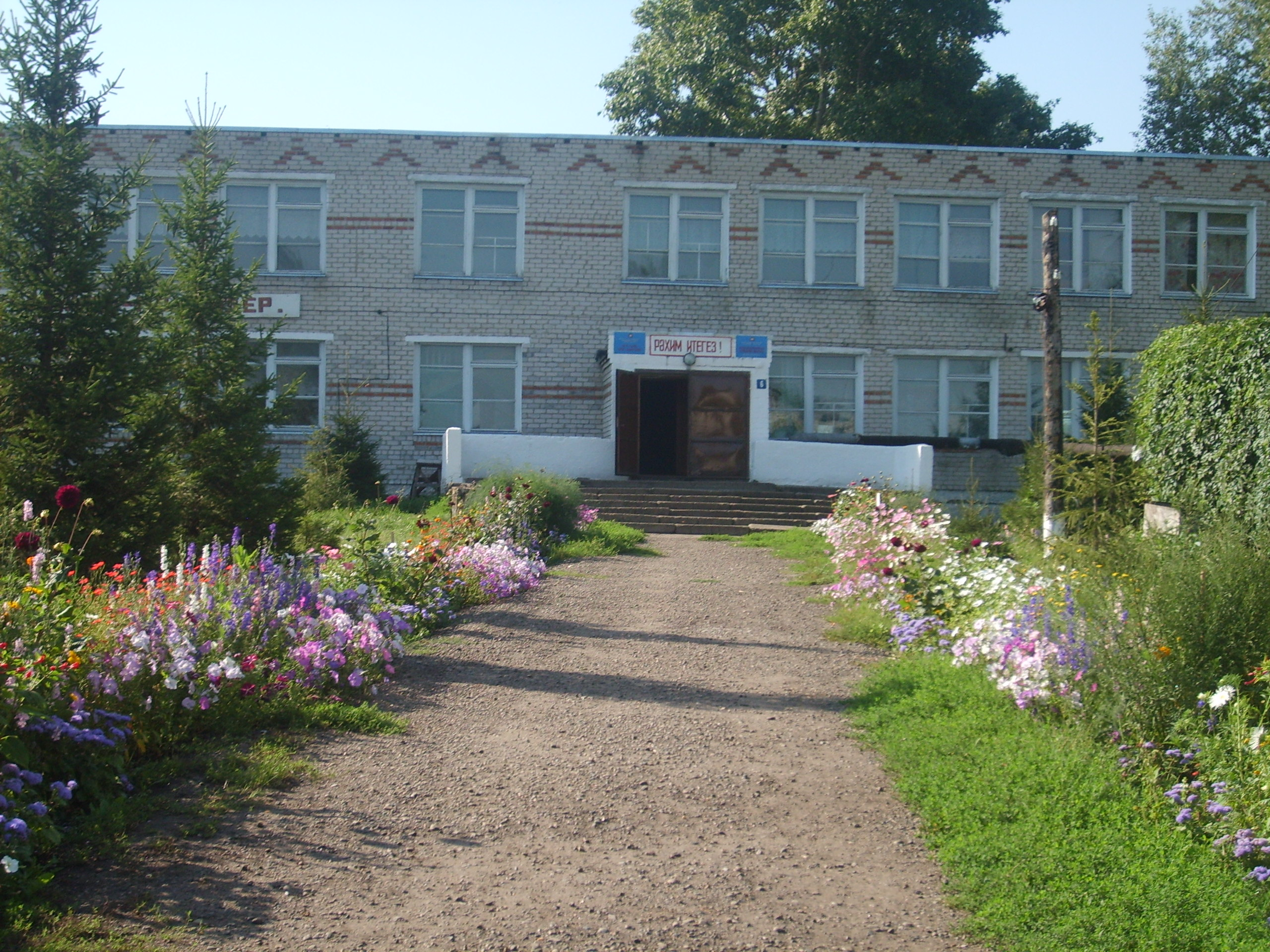
Малоцильнинская средняя общеобразовательная школа

В селе находится одно из ведущих сельскохозяйственных предприятий Татарстана — ООО «Цильна» (с 2004 г.). Сельскохозяйственные производители села специализируются на мясо-молочном скотоводстве, свиноводстве, полеводстве. В селе с 1969 года действует фельдшерско-акушерский пункт, с 1972 года — средняя школа, с 1983 года — пекарня, с 2000 года — гостиница ООО «Цильна» , с 2013 года — детский сад. Имеются универсальная площадка с уличными тренажёрами, почтовое отделение, магазины общей торговой площадью 318 кв.м, три кладбища общей площадью 8,76 га.
В селе 21 улица. Общая протяжённость улично-дорожной сети — 20,05 км. Общая площадь села составляет 438,03 га, жилья — 37,78 тыс. кв.м. Село газифицировано и электрифицировано. Водоснабжение осуществляется из подземных источников при помощи артезианских скважин и водонапорных башен. Общая протяжённость водопроводных сетей — 37 км. Централизованная система водоотведения отсутствует. Население пользуется септиками или выгребными ямами. Отопление застройки осуществляется от локальных источников теплоснабжения, работающих на газе. Через село проходит автомобильная дорога регионального значения «Р241 — Старое Дрожжаное».

## Культура и религия
События Цильнинских волнений, произошедшие в 1906 году, отражены в баите «Чынлы», входящий в реестр объектов нематериального культурного наследия. На старом кладбище села обнаружены два арабо-графических эпиграфических памятника (1914, 1930 гг.).
В селе есть сельская библиотека (с 1936 г.) и сельский дом культуры (с 1977 г.), действуют три творческих коллектива: театральный коллектив тат. «Нур» (Луч), хореографический коллектив тат. «Яшьлек» (Молодость), фольклорный коллектив тат. «Гөлҗамал» (Гульджамал). В селе находятся местные мусульманские религиозные организации: сельские приходы Духовного управления мусульман Республики Татарстан. Действуют две мечети (с 1990 и 2004 гг.).